# Pookie
Pookie (Originaltitel: The Sterile Cuckoo) ist ein Dramedy-Spielfilm des Regisseurs Alan J. Pakula aus dem Jahr 1969 mit Liza Minnelli und Wendell Burton in den Hauptrollen. Es ist eine Verfilmung des Romans The Sterile Cuckoo von John Nichols aus dem Jahr 1965. 1970 war der Film für zwei Oscars nominiert.

## Handlung
Nachdem die exzentrische, von Liza Minnelli gespielte, Studentin Pookie Adams den schüchternen, von Wendell Burton gespielten, Studenten Jerry Pane in einem Bus zu den unterschiedlichen Hochschulen der beiden traf, entwickelt sich eine Liebesgeschichte zwischen den beiden. Die Beziehung scheitert schließlich an den Unterschieden von Pookie und Jerry.

## Hintergrund
Der Spielfilm war das Regie-Debüt von Alan J. Pakula. und das Leinwand-Debüt für Wendell Burton, sowie der Höhepunkt von Burtons Filmkarriere.
Pakula war ein Freund von Liza Minnellis Vater Vincente Minnelli. Ihr Vater teilte Pakula mit, dass sie gerne die Pookie spielen würde, bevor sie vorspielte. Für ihre Karriere war es ein Schritt, um die Hauptrolle in Cabaret zu erlangen, nachdem sie trotz einer Tony-Auszeichnung 1965 als Beste Musicalhauptdarstellerin die Rolle im Broadwaystück Cabaret nicht hatte erhalten können. Minnellis Mutter Judy Garland war, nachdem sie das Drehbuch gelesen hatte, skeptischer, da sie nicht verstand wie ihre Tochter die neurotische Figur der Pookie verstehen könne.

## Rezeption
Das Lexikon des internationalen Films beschreibt Pookie als:

„Die unglücklich endende Liebesgeschichte zwischen zwei Collegestudenten aus ungleichen sozialen Verhältnissen. Von der übertrieben sentimentalen Musik abgesehen sehr einfühlsam erzählt, hervorragend gespielt vor allem von Liza Minnelli.“

Roger Ebert merkte an, dass der Film einen daran erinnere, dass man sich nur einmal zum ersten Mal verliebe. Wobei er bezweifelte, dass Pookie Adams und Jerry Pane wirklich verliebt seien. Die Beziehung der beiden werde eher von Bedürfnissen getrieben: Ihrem Bedürfnis geliebt zu werden und seinem Bedürfnis Liebe zu machen.

## Auszeichnungen
Liza Minnelli gewann für ihre Darstellung den David di Donatello und wurde bei den Kansas City Film Critics Circle Awards 1969 und beim Festival Internacional de Cine de Mar del Plata 1970 als beste Hauptdarstellerin ausgezeichnet. Sie wurde für die 42. Academy Awards als Beste Hauptdarstellerin für den Oscar nominiert.
Minnelli wurde außerdem für den Golden Globe Award in der Rubrik Beste Hauptdarstellerin – Drama und bei den British Academy Film Awards als vielversprechendstes Nachwuchstalent nominiert.
Für das Lied Come Saturday Morning wurden Fred Karlin und Dory Previn für den Oscar in der Kategorie Filmsong nominiert. Bei den Grammy Awards 1971 wurde Karlin ebenfalls für den Grammy Award for Best Score Soundtrack for Visual Media nominiert.
Beim Festival Internacional de Cine de Mar del Plata war Pookie 1970 als bester Film nominiert.